# Люитр
Люи́тр (фр. Lhuître) — коммуна во Франции, находится в регионе Шампань — Арденны. Департамент — Об. Входил в состав кантона Рамрю, с 2015 года в составе кантона Арси-сюр-Об. Округ коммуны — Труа.
Код INSEE коммуны — 10195.
Коммуна расположена приблизительно в 145 км к востоку от Парижа, в 45 км южнее Шалон-ан-Шампани, в 34 км к северо-востоку от Труа.

## Население
Население коммуны на 2008 год составляло 266 человек.
| 1962 | 1968 | 1975 | 1982 | 1990 | 1999 | 2008 |
| ---- | ---- | ---- | ---- | ---- | ---- | ---- |
| 298  | 300  | 275  | 269  | 261  | 234  | 266  |

## Администрация
| Период | Период | Фамилия      | Партия | Примечания |
| ------ | ------ | ------------ | ------ | ---------- |
| 2001   | 2008   | Жерар Борьё  |        |            |
| 2008   |        | Денис Тюрпен |        |            |

## Экономика
В 2007 году среди 147 человек в трудоспособном возрасте (15—64 лет) 105 были экономически активными, 42 — неактивными (показатель активности — 71,4 %, в 1999 году было 69,6 %). Из 105 активных работали 91 человек (56 мужчин и 35 женщин), безработных было 14 (6 мужчин и 8 женщин). Среди 42 неактивных 5 человек были учениками или студентами, 13 — пенсионерами, 24 были неактивными по другим причинам.

## Достопримечательности
- Церковь XII века. Памятник истории с 1862 года[3]